# Johann Karl Burckhardt
Pour les articles homonymes, voir Burckhardt.
Johann Karl Burckhardt, né à Leipzig le 30 avril 1773 et mort à Paris le 22 juin 1825, est un astronome et mathématicien français d'origine saxonne. 

## Biographie
Il prend part aux travaux de Franz Xaver von Zach et de Joseph Jérôme Lefrançois de Lalande et devient adjoint au Bureau des longitudes en 1795. Il est naturalisé français en 1799. Il est élu membre de l'Académie des sciences en 1804. En  1812, il publie des Tables de la Lune établies par une méthode de calcul différente de celle de Pierre-Simon de Laplace. 

## Publications
- Methodus combinatorio-analytica, evolvendis fractionum continuarum valoribus maxime idonea (1794)
- De Usu logarithmorum infinitomii in theoria aequationum dissertatio combinatorio-analytica, quam defendet Mauricius de Prasse (1796)
- Table des diviseurs pour tous les nombres du premier million (3 volumes, 1814-1817)
- Tables astronomiques, publiées par le Bureau des longitudes de France. Tables de la lune (1812)